# Zmowa milczenia
Zmowa milczenia (fr. Le pacte du silence) – francuski film z roku 2003, którego reżyserem był Graham Guit.

## Opis fabuły
Sarah (Élodie Bouchez), dwudziestopięcioletnia karmelitanka żyjąca w Brazylii, wkrótce ma wrócić do Francji. Jej bliźniacza siostra Gaëlle (Élodie Bouchez) właśnie opuszcza zakład karny, po odbyciu kary dziesięciu lat pozbawienia wolności. Od pewnego czasu Sarah zaczyna czuć niezrozumiałe bóle brzucha, wzbudzając tym zainteresowanie księdza Joachima i doktora medycyny. Joachim (Gérard Depardieu), badając powody jej dolegliwości, dowiaduje się o istnieniu jej siostry bliźniaczki, która przeżywa te same cierpienia co Sarah!

## Obsada
- Gérard Depardieu jako Joachim
- Wojciech Pszoniak jako biskup
- Élodie Bouchez jako Gaëlle/Sarah
- Manuela Gourary jako Chantal
- Hervé Pierre jako Pierre Marcel
- Carmen Maura jako matka Emmanuelle
- Isabelle Candelier jako psychiatra
- Isaac Sharry jako Morel
- Tsilla Chelton jako matka Josepha
- Marie-Sohna Conde jako Mica
- Augusto Portela jako policjant
- Estelle Larrivaz jako siostra archiwistka
- Anne Le Ny jako siostra pielęgniarka
- Philippe du Janerand Chaumelle, naukowiec
- Lucie Le Bras jako Gaëlle / Sarah w wieku 14 lat
- Charlotte Bonnet jako Suzanne Chaumelle
- Teresa Madruga jako strażniczka więzienna
- Miguel Hurst jako pracownik szpitala
- Lucinda Loureiro jako strażniczka więzienna
- Christian Chauvaud jako kierowca furgonetki
- Vincent Jouan jako funkcjonariusz w furgonetce
- Emmanuel Avena jako elegant
- Nicky Marbot jako zwalisty mężczyzna
- Marie Vincent jako pielęgniarka
- Patrice Bornand jako zakrystian
- Fabien Billet jako Joachim w wieku 16 lat
- Numa Faubert jako kolega Joachima
- Lenny Guit jako Lenny Chaumelle
- Harpo Guit jako Harpo Chaumelle
- Lulma Guit jako córka Chaumelle’a
- Numa Goldman jako bliźniak Ferrer
- Thaddée Goldman jako bliźniak Ferrer
- Daniel Isoppo jako nieznajomy w ogrodzie
- Patrícia Bull jako matka utopionego dziecka
- Jode Moreira jako brazylijski celnik
- Orlando Costa jako hotelowy szofer
- Ana Magaia jako święta
- Elsa Wallencamp jako karmelitanka
- Patrice Cols jako kolega Chaumelle’a
- Nicolas Meudec pobity chłopiec
- José Moreira jako brazylijski celnik

## Produkcja
Zdjęcia do filmu kręcono we Francji (Paryż) i w Portugalii (Tavira).